# 西班牙狂想曲
管弦乐狂想曲《西班牙》 （ 法語：    或Rapsodie España ）是法国作曲家艾曼纽·夏布里耶（1841-1894）最为著名的管弦乐作品，写于1883年的西班牙之旅后。《西班牙》是夏布里耶为指挥查尔斯·拉穆鲁创作的。1883年11月4日，Lamoureux指挥新音乐会协会在巴黎的Théâtre du Château d'Eau 进行了此曲的第一次公演。

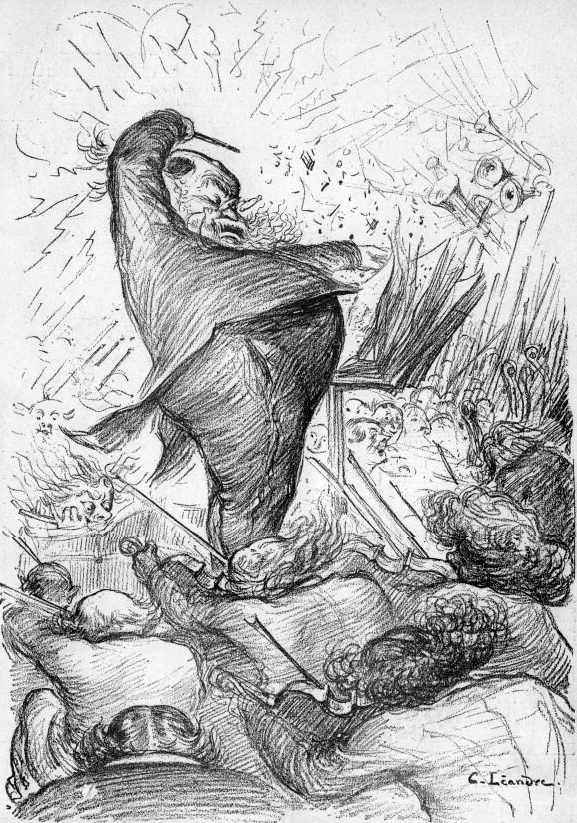
Lamoureux先生在指挥《西班牙》首演，释放出一个最强音。19世纪90年代，Léandre在Le Rire绘制。

## 背景
1882年7月至12月，夏布里耶和他的妻子去西班牙参观游览。他们去了圣塞瓦斯蒂安、布尔戈斯、托莱多、塞维利亚、格拉纳达、马拉加、加的斯、科尔多瓦、巴伦西亚、萨拉戈萨和巴塞罗那 。 此一行中，他的书信文风幽默、评价敏锐，记录了他对旅途中音乐和舞蹈的所见所感。这些书信彰显了他的文学才能。 在写给爱德华·穆勒（Édouard Moullé，夏布里耶的音乐家朋友，对诺曼底和西班牙的民间音乐很感兴趣）（1845–1923）的信中，这位作曲家详细介绍了他对不同地区舞蹈形式的研究，并给出了一些音乐谱例。 10月25日，夏布里耶在卡迪斯给Lamoureux写了一封信，信中写道，回到巴黎后，他将会创作一首让听众兴奋不已的“非凡的幻想曲”，那妖娆的旋律将会让Lamoureux忍不住将乐队指挥拥入怀中。 
期初夏布里耶打算创作一首钢琴二重奏 ，但后来它演变成了一支完整的管弦乐队作品。 它创作于1883年1月至8月，初定名为《霍塔舞曲》，后来于1883年10月改名《西班牙》 。 该曲首演时被观众要求再次演奏，并获得了评论家的好评，夏布里耶一举成名。 该曲受到Lecocq 、迪帕克 、哈恩、德·法雅甚至马勒的广泛好评。德·法雅认为西班牙作曲家也没能写出如此地道的霍塔舞曲。 马勒对纽约爱乐乐团的音乐家们宣称，该曲是“现代音乐的开端”。 夏布里耶不止一次谦称，此曲“不过是一首F调的小作品罢了”。

## 音乐
在模仿吉他的简短引子之后，经弱音处理的小号开始低声演奏第一主题，该主题在此段中重复四次。 然后是流畅的第二个主题（巴松管，圆号，大提琴）。 巴松管引出了ben giocoso, sempre con impeto的乐思，之后各声部分别与另一节奏感很强的主题对话。 随后音乐回到第一主题，接着小、中提琴声部奏出另一流动的旋律dolce espressivo并引出高潮，突出的长号主题穿插在高潮当中。 器乐和主题的变奏将乐曲带入热情高涨且极度愉悦的尾声。 
夏布里耶的《西班牙》开创了西班牙风味音乐的时尚潮流，这一潮流在德彪西的Ibéria和Ravel的Rapsodie espagnole 中得到了进一步的体现。 埃里克·萨蒂在他的钢琴作品《 西班牙歌谣》中模仿了这种潮流，该作品来自Croquis et agaceries d'un gros bonhomme en bois 组曲（1913）。

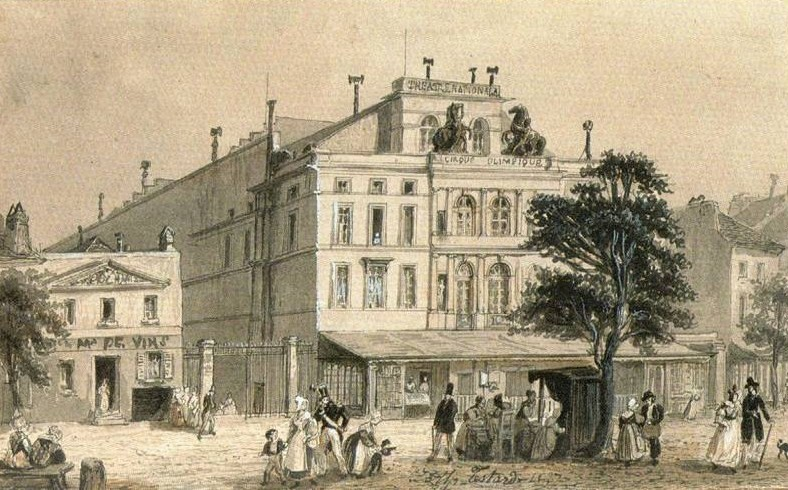
奥林匹克剧团（Cirque Olympique），第一次听《西班牙》的地方 （Jacques Testard，水墨和水粉画）。

## 编排
弦乐； 
3个长笛（1个短笛）、2个双簧管、2个降B调单簧管、4个巴松管； 
2个F调的圆号（色彩）、2个C调的圆号（常规）、2个小号、2个短号、3个长号，大号； 
定音鼓、打击乐器（低音鼓、钹、三角铁、手鼓）；  
2个竖琴。
演奏速度： . = 80。 演奏通常持续6至6½分钟。 
夏布里耶还曾写了其他两个版本的《西班牙》： 
- 女高音和钢琴曲
- 两架钢琴

## 其他出场
《西班牙》的部分旋律出现在米埃尔·瓦尔德退费尔于1886年的华尔兹《西班牙》中。 它也是Al Hoffman和Dick Manning演唱的1956年美国流行歌曲“ Hot Diggity（Dog Ziggity Boom） ”旋律的基础。 
1961年， Roland Petit用伊曼纽尔·夏布里埃的乐谱创作了一部名为《西班牙》的芭蕾舞剧；服饰是伊夫·圣洛朗。